# Sourdun
Sourdun – miejscowość i gmina we Francji, w regionie Île-de-France, w departamencie Sekwana i Marna.
Według danych na rok 1990 gminę zamieszkiwały 1114 osoby, a gęstość zaludnienia wynosiła 48 osób/km² (wśród 1287 gmin regionu Île-de-France Sourdun plasuje się na 606. miejscu pod względem liczby ludności, natomiast pod względem powierzchni na miejscu 47.).